# ريتشارد كولين (محامي)
ريتشارد كولين (بالإنجليزية: Richard Cullen)‏ هو محامي أمريكي، ولد في 10 مارس 1948 في بروكلين في الولايات المتحدة.